# Konsekutiv
Konsekutiv (från latin consequi, "följa efter", av con- "sam-", "med-" och sequi, "följa") är ett grammatiskt kasus som förekommer i komi-syrjänska med suffixet -лa. Konsekutiv av exempelvis substantivet керка (”hus”) blir där керкала (”för ett hus”).